# Sân vận động Vélodrome
Sân vận động Vélodrome (tiếng Pháp: Stade Vélodrome, phát âm tiếng Pháp: [stad velɔdʁom]; Provençal: Estadi Velodròm, phát âm [esˈtadi veluˈdɾɔm]), được gọi là Orange Vélodrome vì lý do tài trợ, là một sân vận động đa năng ở Marseille, Pháp. Đây là sân nhà của câu lạc bộ bóng đá Olympique de Marseille thuộc Ligue 1 kể từ khi được khánh thành vào năm 1937. Sân được sử dụng cho Giải vô địch bóng đá thế giới 1998, Giải vô địch bóng bầu dục thế giới 2007 và Giải vô địch bóng đá châu Âu 2016. Sân đôi khi cũng tổ chức các trận đấu trên sân nhà của câu lạc bộ bóng bầu dục RC Toulon thuộc Top 14. Đây là sân vận động bóng đá thuộc sở hữu của câu lạc bộ lớn nhất ở Pháp, với sức chứa 67.394 khán giả. Đội tuyển rugby union quốc gia Pháp cũng thường xuyên sử dụng sân vận động này.
Trước khi Sân vận động Vélodrome được cải tạo, kỷ lục khán giả của một trận đấu câu lạc bộ là 58.897 người (được thiết lập trong trận bán kết Cúp UEFA với Newcastle United vào năm 2004). Kể từ khi sân được cải tạo và mở rộng, kỷ lục khán giả của sân hiện là 65.421 người, được thiết lập trong trận đấu với đối thủ Lyon diễn ra vào ngày 10 tháng 11 năm 2019. Sân vận động cũng đã tổ chức các trận đấu của Giải vô địch bóng đá thế giới 1938 được tổ chức tại Pháp. Trận đấu đầu tiên diễn ra tại Vélodrome là trận đấu giữa Marseille và Torino vào năm 1937.

## Một số sự kiện thể thao lớn

### FIFA World Cup 1938
| Ngày                | Thời gian | Đội | Kết quả      | Đội    | Vòng    | Khán giả |
| ------------------- | --------- | --- | ------------ | ------ | ------- | -------- |
| 5 tháng 6 năm 1938  | 17:00     | Ý   | 2 - 1 (h.p.) | Na Uy  | Vòng 1  | 18.000   |
| 16 tháng 6 năm 1938 | 18:00     | Ý   | 2 - 1        | Brasil | Bán kết | 30.000   |

### UEFA EURO 1960
| Ngày               | Thời gian | Đội       | Kết quả | Đội     | Vòng          | Khán giả |
| ------------------ | --------- | --------- | ------- | ------- | ------------- | -------- |
| 6 tháng 7 năm 1960 | 21:30     | Tiệp Khắc | 0 - 3   | Liên Xô | Bán kết       | 25.184   |
| 9 tháng 7 năm 1960 | 18:00     | Tiệp Khắc | 2 - 0   | Pháp    | Tranh hạng ba | 9.438    |

### UEFA EURO 1984
| Ngày                | Thời gian | Đội        | Kết quả      | Đội         | Vòng    | Khán giả |
| ------------------- | --------- | ---------- | ------------ | ----------- | ------- | -------- |
| 17 tháng 6 năm 1984 | 20:30     | Bồ Đào Nha | 1 - 1        | Tây Ban Nha | Bảng B  | 24.364   |
| 23 tháng 6 năm 1984 | 20:00     | Pháp       | 3 - 2 (h.p.) | Bồ Đào Nha  | Bán kết | 54.848   |

### FIFA World Cup 1998
Sân vận động này được tổ chức 7 trận đấu, bao gồm 4 trân ở vòng bảng, 1 trận ở vòng 16 đội, 1 trận tứ kết và 1 trận bán kết.
| Ngày                | Thời gian | Đội    | Kết quả                   | Đội       | Vòng        | Khán giả |
| ------------------- | --------- | ------ | ------------------------- | --------- | ----------- | -------- |
| 12 tháng 6 năm 1998 | 21:00     | Pháp   | 3 - 0                     | Nam Phi   | Bảng C      | 55.077   |
| 15 tháng 6 năm 1998 | 14:30     | Anh    | 2 - 0                     | Tunisia   | Bảng G      | 54.587   |
| 20 tháng 6 năm 1998 | 21:00     | Hà Lan | 5 - 0                     | Hàn Quốc  | Bảng E      | 55.000   |
| 23 tháng 6 năm 1998 | 21:00     | Brasil | 1 - 2                     | Na Uy     | Bảng A      | 55.000   |
| 27 tháng 6 năm 1998 | 16:00     | Ý      | 1 - 0                     | Na Uy     | Vòng 16 đội | 55.000   |
| 4 tháng 7 năm 1998  | 16:00     | Hà Lan | 2 - 1                     | Argentina | Tứ kết      | 55.000   |
| 7 tháng 7 năm 1998  | 21:00     | Brasil | 1 - 1(h.p.) (4 - 2 ph.đ.) | Hà Lan    | Bán kết     | 55.000   |

### Giải vô địch bóng bầu dục thế giới 2007
| Ngày                | Vòng   | Đội nhà     | Đội nhà | Đội khách | Đội khách | Khán giả |
| ------------------- | ------ | ----------- | ------- | --------- | --------- | -------- |
| 8 tháng 9 năm 2007  | Bảng C | New Zealand | 76      | Ý         | 14        | 58.612   |
| 12 tháng 9 năm 2007 | Bảng C | Ý           | 24      | România   | 18        | 44.241   |
| 22 tháng 9 năm 2007 | Bảng D | Argentina   | 63      | Namibia   | 3         | 55.067   |
| 30 tháng 9 năm 2007 | Bảng D | Pháp        | 64      | Gruzia    | 7         | 58.695   |
| 6 tháng 10 năm 2007 | Tứ kết | Úc          | 10      | Anh       | 12        | 59.102   |
| 7 tháng 10 năm 2007 | Tứ kết | Nam Phi     | 37      | Fiji      | 20        | 55.943   |

### UEFA EURO 2016
Sân vận động này được tổ chức 6 trân đấu tại Euro 2016, bao gồm 4 trận ở vòng bảng,1 trận tứ kết và 1 trận bán kết.
| Ngày                | Thời gian | Đội     | Kết quả                    | Đội        | Vòng    | Khán giả |
| ------------------- | --------- | ------- | -------------------------- | ---------- | ------- | -------- |
| 11 tháng 6 năm 2016 | 21:00     | Anh     | 1 - 1                      | Nga        | Bảng B  | 62.343   |
| 15 tháng 6 năm 2016 | 21:00     | Pháp    | 2 - 0                      | Albania    | Bảng A  | 63.670   |
| 18 tháng 6 năm 2016 | 18:00     | Iceland | 1 - 1                      | Hungary    | Bảng F  | 60.842   |
| 21 tháng 6 năm 2016 | 18:00     | Ukraina | 0 - 1                      | Ba Lan     | Bảng C  | 58.874   |
| 30 tháng 6 năm 2016 | 21:00     | Ba Lan  | 1 - 1 (h.p.) (3 - 5 ph.đ.) | Bồ Đào Nha | Tứ kết  | 62.940   |
| 7 tháng 7 năm 2016  | 21:00     | Đức     | 0 - 2                      | Pháp       | Bán kết | 64.078   |

## Hình ảnh

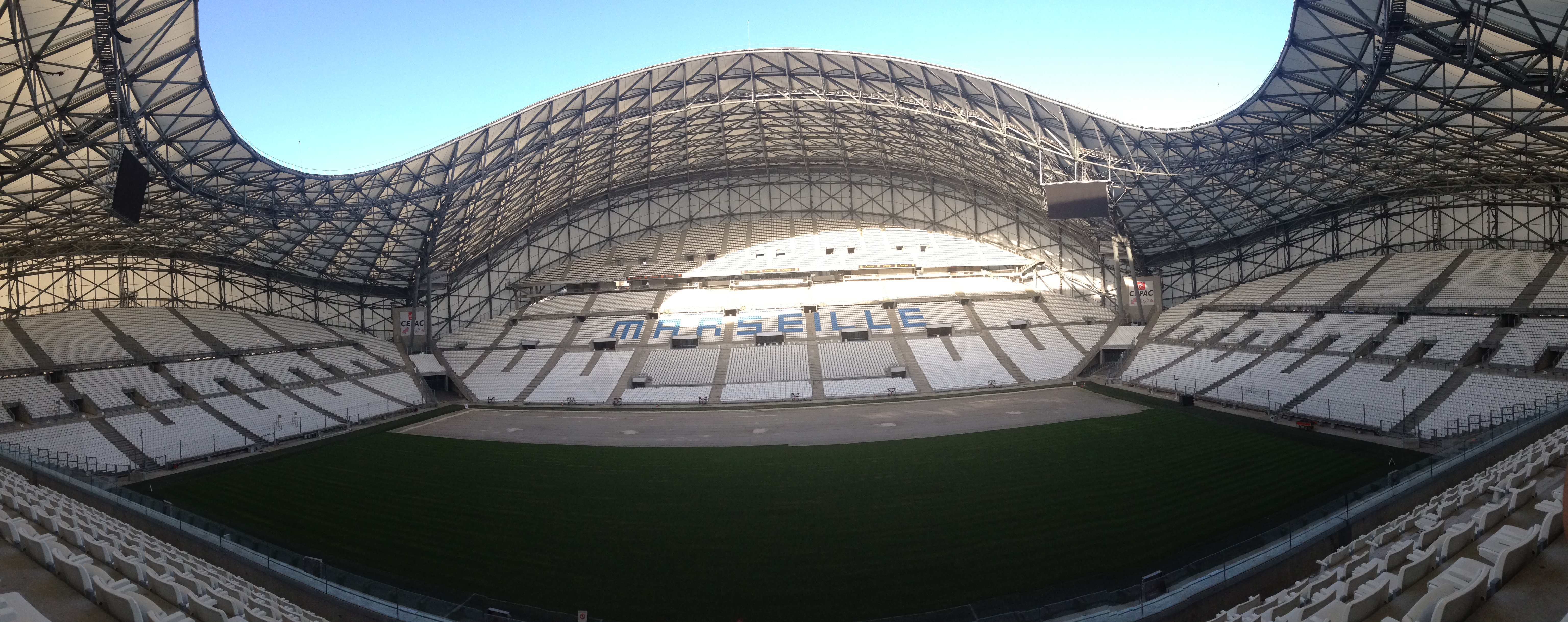
Bên trong sân vận động
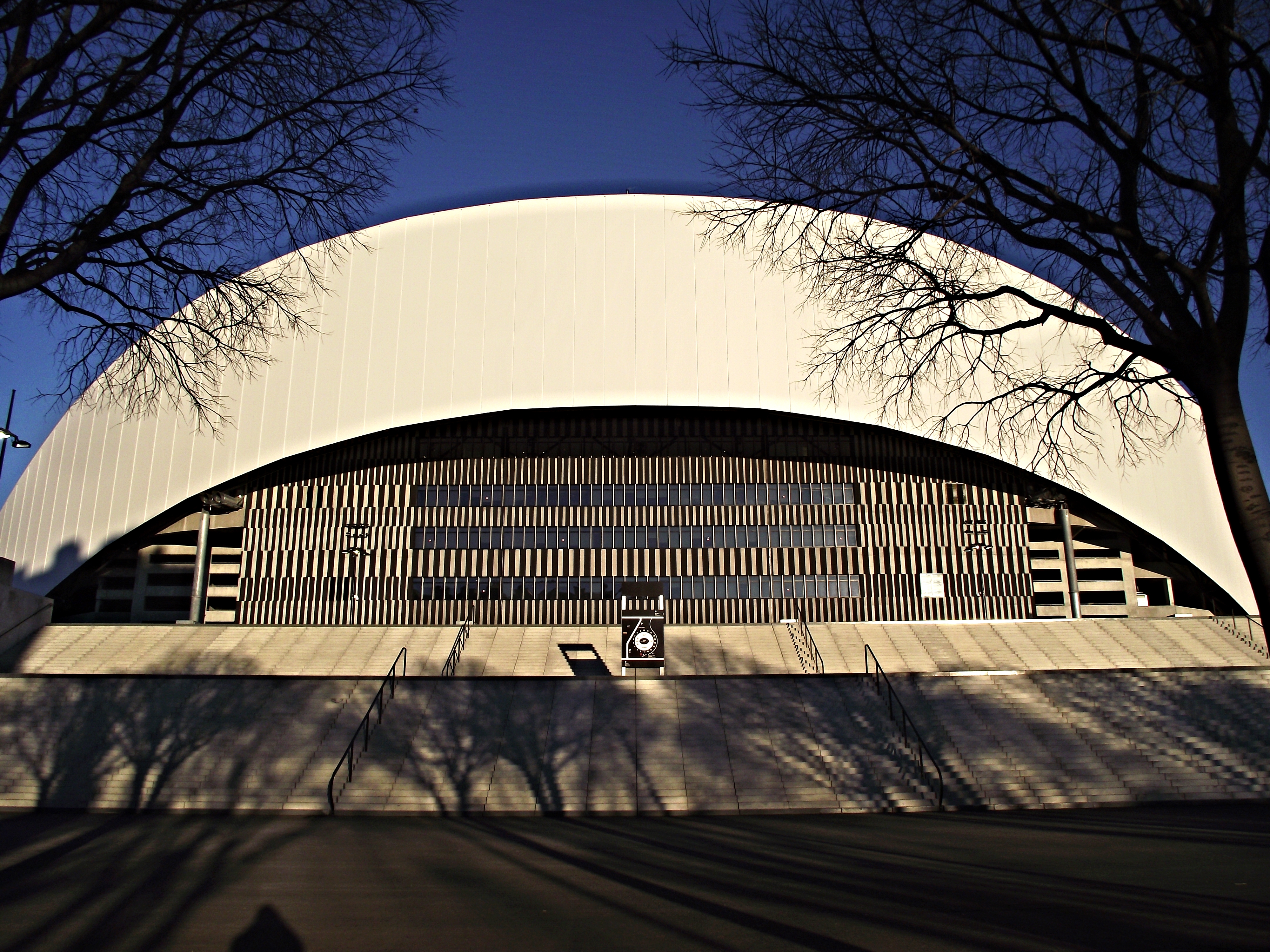
Quang cảnh bên ngoài khán đài chính của sân vận động
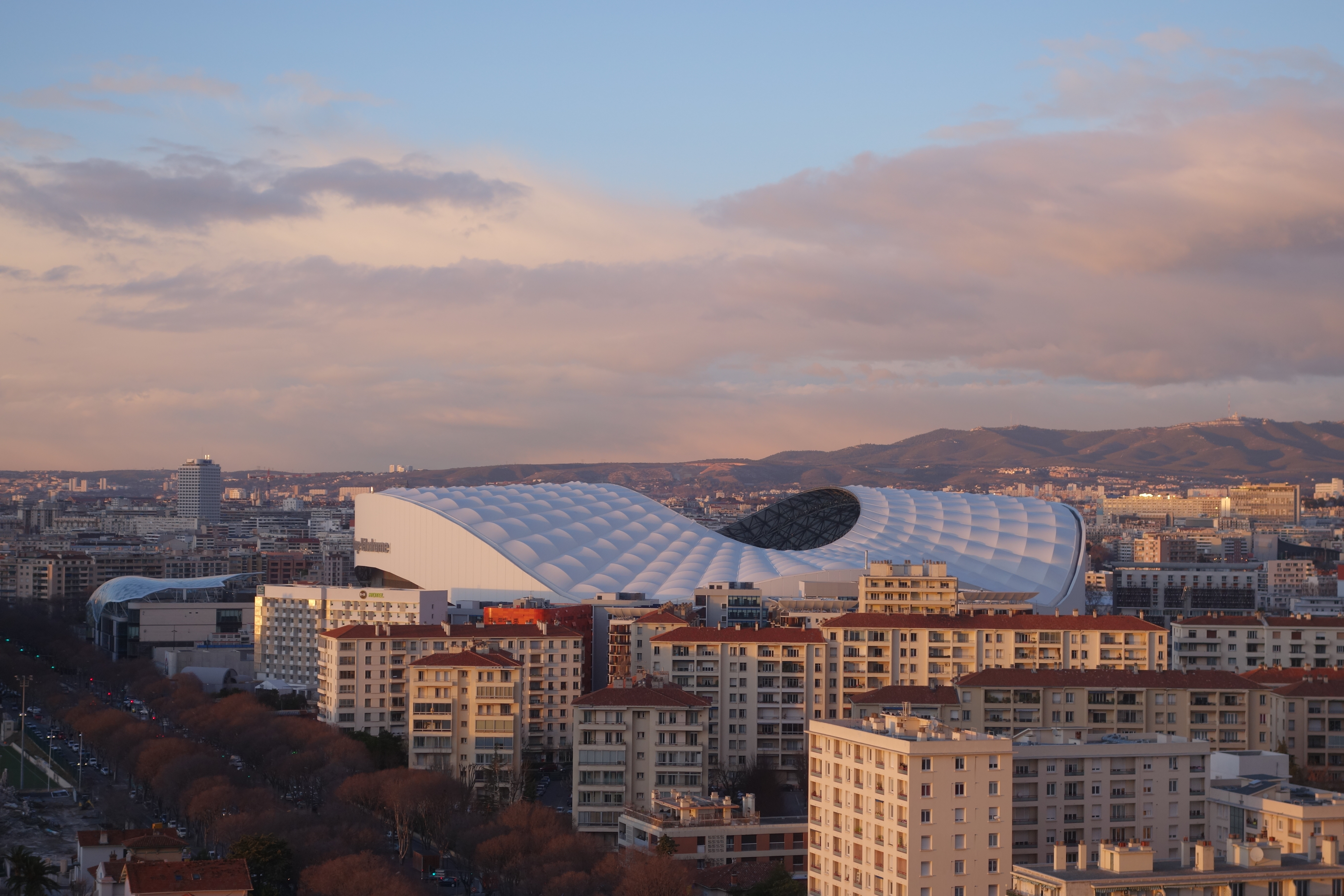
Sân vận động nhìn từ trên không